# Cefixima
Cefixima é uma substância utilizada como medicamento pertencente ao grupo e sub-grupos:
- Medicamentos Anti-infecciosos
  - Antibacterianos
    - Cefalosporinas
      - Cefalosporinas de 3ª. Geração

Trata-se de uma cefalosporina de 3ª geração. Como todas as cefalosporinas é um antibiótico beta lactâmico. Estas cefalosporinas têm um espectro de acção muito mais alargado para os  gram - do que as cefalosporinas da 1ª e 2ª geração.

## Indicações
A Cefixima está indicada nas infecções provocadas por microrganismos gram + e gram - susceptíveis, como por exemplo infecções urinárias, faringites, sinusites, infecções respiratórias, como a bronquite e a pneumonia, infecções da pele e tecidos moles, otite média, gonorreia e amigdalites.
Não têm actividade sobre  enterococos e sobre a maioria das estirpes de Enterobacter, estafilococos e de Pseudomonas.

## Reacções adversas
- Aparelho digestivo – náuseas, vómitos e diarreia sobretudo com doses elevadas.
- Sangue – eosinofilia, agranulocitose e trombocitopenia ocorrem raramente.
- Fígado - alterações das enzimas hepáticas e icterícia colestática (raro).
- hipersensibilidade - pode provocar reacções de hipersensibilidade caracterizadas geralmente por erupções cutâneas, urticária, prurido, artralgias e por vezes, embora raramente, reacções anafilácticas.

Nota: Cerca de 10% dos doentes com hipersensibilidade às penicilinas desenvolvem
também reacções de hipersensibilidade às cefalosporinas.
- Hemorragias - as cefalosporinas que na sua fórmula molecular contêm o  grupo químico  tetrazoltiometil aumentam o risco de desenvolvimento de efeitos hemorrágicos (hipoprotrombinemia) e reacções tipo dissulfiram.

## Contra indicações e precauções
- em doentes com história de  hipersensibilidade às penicilinas.
- devem ser tomadas precauções especiais em pacientes que estejam medicados com outros antibióticos, anticoagulantes como a varfarina, ácido acetilsalicílico e carbamazepina.
- este antibiótico pode não estar recomendado para mulheres grávidas, a amamentar ou que planeiem engravidar.

## Interacções
Não deve ser administrada concomitantemente com probenecida porque esta substância inibe competitivamente a secreção tubular das cefalosporinas, podendo causar um aumento significativo das suas concentrações séricas.

## Farmacocinética
- Cerca de 40% a 50% da cefixima é absorvida pelo trato gastro-intestinal.
- A alimentação não tem interferência com a absorção.
- Cerca de 65% da cefixima, liga-se às proteínas plasmáticas
- A Cefixima é eliminada por via renal e por metabolização hepática.
- Não se consegue retirar completamente a cefixima por diálise.

## Excreção
- 20% da Cefixima tomada oralmente é excretada intacta pela urina.

## Classificação
- MSRM
- ATC - J01DA23
- CAS - 79350-37-1

## Fórmula molecular
C16H15N5O7S2,  3H2O

## Nomes comerciais
| NOME DO MEDICAMENTO | PAÍSES ONDE É COMERCIALIZADO                                                      |
| Cetaxim             | Argentina                                                                         |
| Novacef             | Argentina, México                                                                 |
| Vixcef              | Argentina                                                                         |
| Aerocef             | Áustria                                                                           |
| Tricef              | Áustria, Chile, Portugal, Suécia                                                  |
| Cefnax              | Brasil                                                                            |
| Neo Cefix           | Brasil                                                                            |
| Plenax              | Brasil                                                                            |
| Suprax              | Alemanha, Canadá, Estados Unidos da América, Hungria, Inglaterra, Irlanda, Itália |
| Cefspan             | Chile, Japão, Tailândia                                                           |
| Urotricef           | Chile                                                                             |
| Oroken              | França                                                                            |
| Cephoral            | Alemanha, Suíça                                                                   |
| Uro-Cephoral        | Alemanha                                                                          |
| Ceftoral            | Grécia                                                                            |
| Covocef-N           | Grécia                                                                            |
| Fixx                | Índia                                                                             |
| Supran              | Israel                                                                            |
| Cefixoral           | Itália                                                                            |
| Unixime             | Itália                                                                            |
| Denvar              | Espanha, México                                                                   |
| Fixim               | Países Baixos                                                                     |
| Bonocef             | Portugal                                                                          |
| Cefimix             | Portugal                                                                          |
| Cefiton             | Portugal                                                                          |
| Tricef              | Portugal                                                                          |
| Fixime              | África do Sul                                                                     |
| Necopen             | Espanha                                                                           |